# محمد أبو الخير شكري
محمد أبو الخير شكري (ولد 1380 هـ / 1961 م) حقوقي وداعية مربٍّ، ووزير سوري، إمام وخطيب، ومستشار قانوني، ومعارض لنظام الرئيس بشار الأسد. عيَّنه الرئيس السوري أحمد الشرع وزيرًا للأوقاف في الحكومة السورية الانتقالية في 29 مارس 2025، فحلَّ محلَّ حسام حاج حسين وزير الأوقاف في حكومة تصريف الأعمال. وهو حاصل على دكتوراه في الفقه وأصوله عام 2010.

## ولادته وتحصيله
وُلد الدكتور محمد أبو الخير بن محمد لطفي بن محمد علي بن شُكْري في دمشق، يوم الأحد 15 ذي القَعْدة 1380هـ الموافق 30 أبريل (نَيْسان) 1961م، لأسرة دمشقية محافظة في حيِّ سوق ساروجة، بجانب جامع الورد. قدِمَ جدُّهم السيد شُكْري من تركيا إلى حماة، ثم انتقل منها إلى دمشق واستقرَّ في حيِّ ساروجة، في حدود عام 1250هـ/ 1834م.
درس المرحلة الابتدائية في مدرسة معاوية بن أبي سفيان بحيِّ ساروجة، ثم انتقل وأسرته عام 1972 إلى حيِّ المِزَّة، فدرس فيه المرحلة الإعدادية بمدرسة بسَّام بكُّورة. ثم حصل على شهادة الثانوية الأدبية من مدرسة سامي الدروبي، عام 1979. 
تلقَّى تعليمه الجامعي في عدد من الكلِّيات، فدرس علوم الشريعة في كلية الدعوة الإسلامية فرع دمشق، وحصل على الإجازة (ليسانس) منها عام 1987. ثم التحقَ بكلية الحقوق في جامعة دمشق وحصل منها على الإجازة (بكالوريوس) عام 1991. ورغب في دراسة الأدب العربي فانتسب إلى كلِّية الآداب في الجامعة اللبنانية، ودرس فيها ثلاث سنوات، لكن لم تُسعفه الظروف لإتمام دراسته فيها.
نال لقب أستاذ في المحاماة من نقابة المحامين فرع دمشق عام 1994، وكان عنوان رسالة المحاماة "النفقة في قانون الأحوال الشخصية السوري مقارنةً بالفقه الإسلامي".
ثم تابع دراسته العليا فحصل على شهادة (ماجستير) في الدراسات الإسلامية من جامعة منهاج القرآن الإسلامية في لاهور بباكستان، عام 2006، وعنوان رسالته "الإثبات بالشهادة بين الفقه والقانون". ثم على شهادة (دكتوراه) في الدراسات الإسلامية شعبة الفقه وأصوله، من معهد الدعوة الجامعي للدراسات الإسلامية في بيروت، عام 2010، وعنوان أطروحته "حقوق الطفولة بين الشريعة الإسلامية والتشريعات الدَّولية – دراسة مقارنة".

### طلبه العلم الشرعي
بدأ طلب العلم الشرعي في سنٍّ مبكِّرة على أبيه الشيخ محمد لطفي شكري (ت 1414هـ/ 1994م) وهو من تلاميذ الشيخ بدر الدين الحسني، والشيخ أبي الخير المَيداني رئيس رابطة العلماء، والشيخ محمد سعيد البُرهاني. ثم التحقَ أبو الخير بحلَقات جامع التوبة في حيِّ العُقَيبة، وكان في التاسعة من عمره، فحفظ أجزاءً من القرآن الكريم، وحفظ الأربعين النووية.
رافق والدَه إلى مجالس كبار علماء الشام، فحضر دروس الشيخ محمد أبي اليُسْر عابدين مفتي سورية، ودروس الشيخ أنور الحِصْني الفقيه الزاهد، ودروس الشيخ محمود بَعْيون الرَّنْكُوسي في دار الحديث الأشرفية في سوق العَصْرُونية، قرأ عليه أمَّات الكتب على مدار عشر سنوات في درس يومي خاص. وحضر دروس الشيخ الداعية محمد عوض في مسجد زيد بن ثابت الأنصاري.
ودرس الفقه على المذهب الشافعي على يد الشيخ تيسير المَخْزومي، مع قراءته عليه شرح الحكم العَطائية لابن عَجيبة. وعلم أصول الفقه على يد الشيخ ولي الدين فرفور ابن الشيخ صالح الفرفور. وقرأ شيئًا من علوم الشريعة على الشيخ عبد الرزَّاق الشُّرَفا خطيب جامع علي بن أبي طالب في حيِّ المِزَّة. وحضر دروسًا للشيخ منير الكسم تلميذ الشيخ أبو الخير الميداني.
وقرأ أجزاءً من القرآن الكريم على الشيخ المُقرئ أبي الحسن محيي الدين الكُردي، وختمةَ إجازة على الشيخ محمد سعيد الحريري.

### إجازاته
حصل على كثير من الإجازات العلمية منها: إجازة في الحديث النبوي من الشيخ رحمة الله الهندي المقيم في المدينة المنوَّرة، وإجازة في صحيحي البخاري ومسلم من الشيخ طاهر القادري من باكستان، وإجازة في المنطق وأخرى في أصول الفقه من الدكتور حسن هيتو، وإجازة عامَّة من الشيخ أمين سراج شيخ جامع الفاتح في إستانبول.

## شيوخه
- محمد لطفي شكري (والده).
- محمد أبو اليُسْر عابدين.
- أنور الحِصْني.
- محمود بَعْيون الرَّنْكُوسي.
- محمد عوض.
- تيسير المَخْزومي.
- ولي الدين فرفور.
- عبد الرزَّاق الشُّرَفا.
- منير الكَسْم.
- أبو الحسن محيي الدين الكُردي.
- محمد سعيد الحريري.

## وظائفه وأعماله

### العمل الدعوي
بدأ أبو الخير شكري عمله إمامًا في جامع الإمام الشافعي بحيِّ المِزَّة في دمشق عام 1983، وأنشأ فيه معهدًا لتحفيظ القرآن الكريم وتربية النشء، ضمَّ مئات الطلَّاب، وخرَّج عشرات الحفَّاظ والدعاة. وتولَّى الخطابة في جامع عبد الله بن الزبير في حيِّ التضامُن، من 1983 حتى 1990، ثم انتقل إلى خطابة مسجده جامع الإمام الشافعي من 1990 إلى 2012. وخطب الجمعة في الجامع الأموي الكبير بالتناوب مع عدَّة خطباء بين عامي 2006 و2008.
حصل على وظيفة مدرِّس ديني في مساجد دمشق، وكان لديه دروسٌ عامَّة يلقيها في مساجد دمشق، ولا سيَّما جامع عبد الله بن الزبير، وجامع الإمام الشافعي، وجامع الأكرم. وأُشيعَ أنه درَّس الرئيسَ أحمد الشرع الفقه في فتوَّته في جامع الشافعي، ونفى أبو الخير شكري هذه المعلومة.
وعمل في مجال تخصُّصه الحقوقي مستشارًا قانونيًّا لعدد من الشركات الصناعية.

### العمل التعليمي
درَّس مادَّتَي التوحيد والتفسير في المعهد الشرعي للدعوة والإرشاد في مجمَّع أبي النور الإسلامي من 1986 إلى 1988، ومادَّة أصول الفقه الإسلامي في المدرسة الأمينية التي سمِّيت معهد المحدِّث الأكبر الشيخ بدر الدين الحسني، من 1992 إلى 2012. ومادَّتي القانون الدَّولي الإنساني، وقانون العمل، في جامعة أمِّ دَرْمان فرع دمشق، بين عامي 2010 و2011.
وكذلك درَّس مادَّة مقاصد الشريعة الإسلامية في معهد الشام العالي، في عامي 2010 و2012، ومادَّة أصول الفقه الإسلامي في معهد الشام العالي بمجمَّع الفتح الإسلامي عامي 2011 و2012. وعمل مديرًا لجمعية المحدِّث الأكبر الشيخ بدر الدين الحسني.

## نشاطاته

### رحلات دعوية
للشيخ رحلات علمية ودعوية إلى العديد من دول العالم، زائرًا ومحاضرًا ومشاركًا في أعمال إصلاحية، من ذلك شارك في تأسيس معهد شرعي في دولة بِنِين في إفريقيا، وألقى عدَّة محاضرات فيه. وألقى محاضرات علمية في بعض دول أوربا وأمريكا وآسيا وإفريقيا، ومنح إجازات في العلوم الشرعية للطلَّاب والحاضرين. وألقى محاضرات متخصِّصة في علم أصول الفقه، والتفكير الموضوعي في كلية الكانمي في نيجيريا.
حين استقرَّ في إستانبول نهض بعمل دعوي فيها، مع إلقاء خطبة الجمعة باللغة العربية في مقرِّ جمعية "معًا" الإنسانية.

### مؤتمرات وندوات
- مسابقة القرآن الكريم، طِهران 1984.
- مؤتمر مكافحة مرض الإيدز، القاهرة 2008.
- مؤتمر القدس الدَّولي، إستانبول 2008.
- مؤتمر كلية الدعوة الإسلامية العالمية، طرابلس الغرب ليبيا 2010.
- مؤتمر مركزية القرآن الكريم في فكر الشيخ عبد السلام ياسين، إستانبول 2012.
- مؤتمر علماء الأمَّة تجاه القضية السورية، القاهرة 2013.
- ملتقى علماء سورية لهيئة علماء فلسطين في الخارج، إستانبول 2013.
- مؤتمر القانون الدَّولي الإنساني والأزمة السورية، إستانبول 2013.
- مؤتمر السِّلم الأهلي، إستانبول 2013، وانتُخب رئيسًا له.
- مشاورات إستانبول والأزمة السياسية العالمية ومستقبل الشرق الأوسط، إستانبول 2013.
- وفد العدالة الانتقالية إلى المجلس الوطني لحقوق الإنسان، الرِّباط بالمغرب 2013.
- المؤتمر العالمي لرابطة علماء أهل السنَّة في تركيا، بعنوان "دور علماء أهل السنَّة في نهضة الأمَّة"، ديار بكر 2014.

### عضويات
- عضو مؤسس في رابطة علماء الشام وعضو مجلس الأمناء.
- عضو مؤسس وعضو مجلس الأمناء في المجلس الإسلامي السوري.
- عضو مؤسس ورئيس جمعية خير الشام الاجتماعية بالمِزَّة.[13]
- نائب رئيس جمعية حوار الحضارات.
- عضو مجلس الأمناء في جمعية المحدِّث الأكبر الشيخ بدر الدين الحسني.
- عضو في جمعية التمدُّن الإسلامي.
- عضو في جمعية حقوق الطفل.
- عضو في جمعية رعاية المساجين.
- عضو في جمعية الإخاء الخيري.
- عضو مؤسس في ملتقى البيت الدمشقي.
- عضو مجلس الأمناء في هيئة العدالة الانتقالية.
- رئيس لجنة الحج العليا عام 2013.
- رئيس المجلس السوري للسِّلم الأهلي.
- عضو مؤسس في جمعية "معًا" الإنسانية في إستانبول.
- عضو اتحاد الأكاديميين العرب بإستانبول.
- عضو الائتلاف الوطني السوري.[8]

## مؤلفاته وآثاره
1. الطفولة بين الشريعة الإسلامية والتشريعات الدَّولية، رسالة الدكتوراه، دار الفكر بدمشق، 2011، في 680 صفحة.[14]
2. الإثبات بالشهادة بين الفقه والقانون، رسالته للماجستير، مطبوع.
3. النفقة في قانون الأحوال الشخصية السوري مقارنةً بالفقه الإسلامي، رسالته للأستاذية في المحاماة، مطبوع.

غلاف كتابه الطفولة بين الشريعة الإسلامية والتشريعات الدَّولية
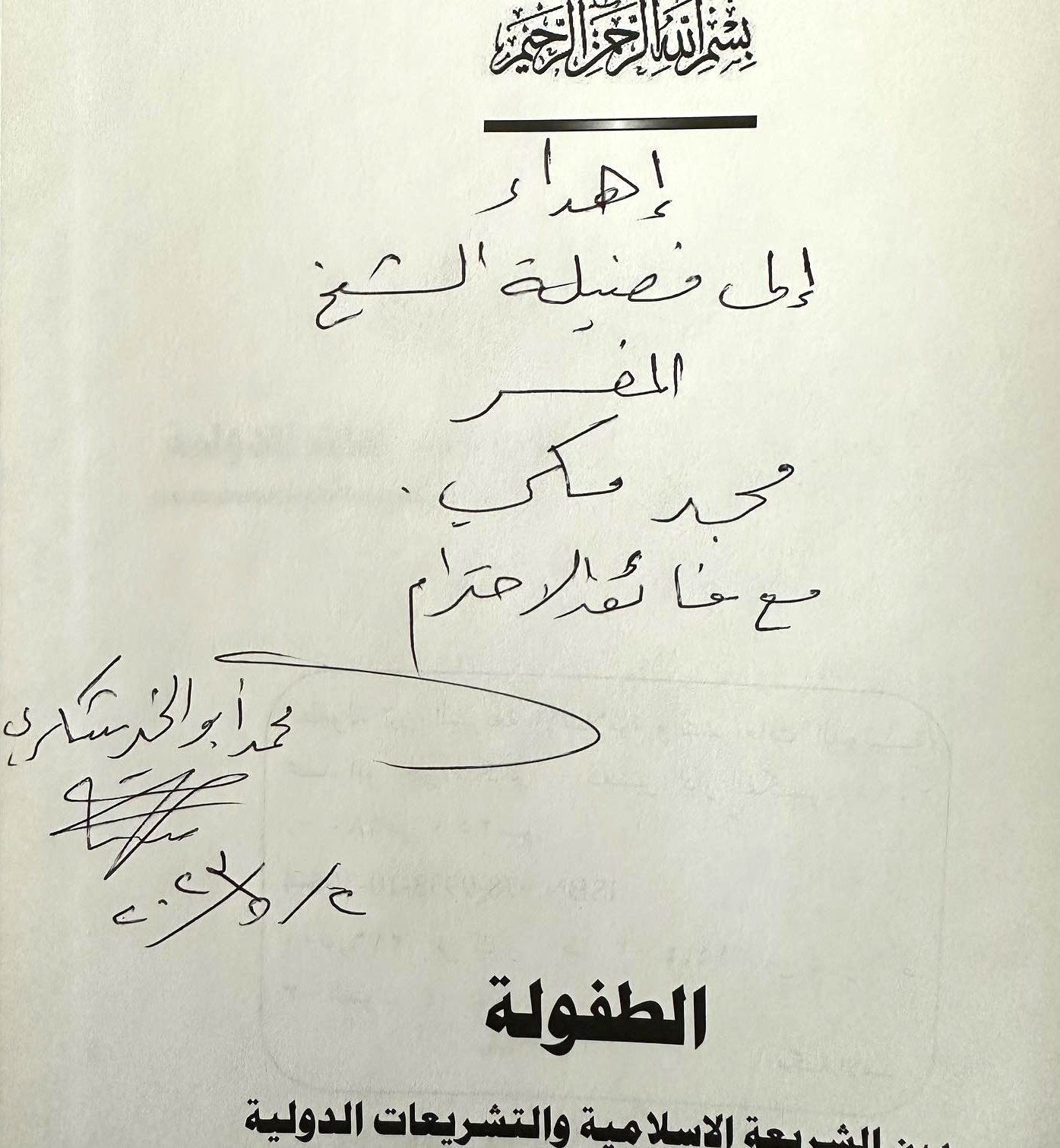
إهداء بخطِّ محمد أبو الخير شكري إلى الشيخ المفسِّر مجد مكي

### مؤلفات لم تُطبع
1. المسجد ورسالته في الإسلام.
2. الإمامة بين البيعة والنص.[15]
3. معاهد تحفيظ القرآن الكريم وسُبل تطويرها.

## وصلات خارجية
- محمد أبو الخير شكري وزيرًا للأوقاف في الحكومة السورية الجديدة.
- ما واجباتنا في المرحلة الحالية في سوريا؟ | بودكاست بنيان | الشيخ محمد أبو الخير شكري.
- إجازة د. محمد أبو الخير شكري - عضو رابطة علماء الشام، بحديث "الراحمون يرحمهم الله".
- فَفِرُّوا إِلى الله خطبة الجمعة للشيخ محمد أبو الخير شكري.